# 1821 na literatura

## Nascimentos
| Data           | Nome               | Profissão | Nacionalidade | Observações | Ref |
| -------------- | ------------------ | --------- | ------------- | ----------- | --- |
| 9 de Abril     | Charles Baudelaire | poeta     | França        | m. 1867     |     |
| 11 de Novembro | Dostoiévski        | escritor  | Rússia        | m. 1881     |     |
| 12 de dezembro | Gustave Flaubert   | escritor  | França        | m. 1880     |     |

## Mortes
| Data | Nome | Profissão | Nacionalidade | Observações | Ref |
| ---- | ---- | --------- | ------------- | ----------- | --- |